# Jutta Lampe
Jutta Lampe (Flensburg, 1937. december 13. – Berlin, 2020. december 3.) német színésznő.

## Élete
1967 és 1984 között Peter Stein rendező felesége volt.

## Filmjei
Mozifilmek
- Sommergäste (1976)
- Nővérek, avagy a boldogság egyensúlya (Schwestern oder Die Balance des Glücks) (1979)
- Groß und Klein (1980)
- Ólomidő (Die bleierne Zeit) (1981)
- Különös táj (Das weite Land) (1987)
- Ördögök (Les possédés) (1988)
- Rosenstrasse (2003)

Tv-filmek
- Einsame Menschen (1963)
- Staatsexamen (1968)
- Maß für Maß (1968)
- Torquato Tasso (1969)
- Die Mutter (1971)
- Peer Gynt (1971)
- Homburg hercege (Prinz Friedrich von Homburg) (1973)
- Orestie (1982)
- Der Park (1985)
- Triumph der Liebe (1986)
- Drei Schwestern (1986)
- Schuld und Sühne (1992)
- Schlusschor (1993)
- Die Ähnlichen (1998)
- Familienkreise (2003)

Rövidfilmek
- …zu Stein. (1992)